# Графічна серія «Нові відкриття»

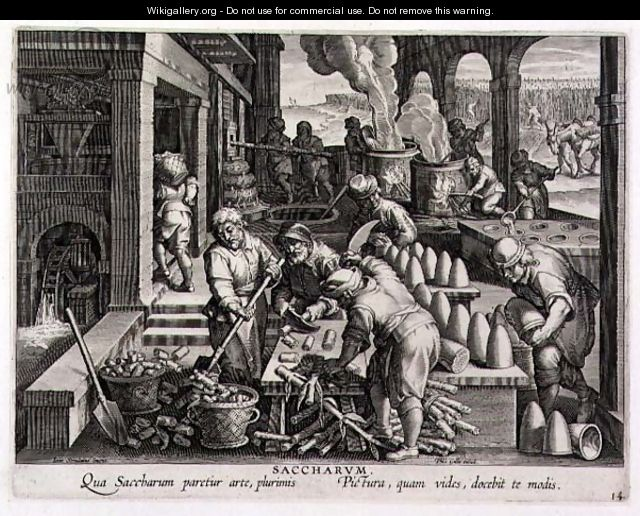
Джованні Страдано. Аркуш 13. «Європейське виробництво цукру з колоніальної сировини», 1590 р.

Графічна серія «Нові відкриття»( італ. Nova Reperta) — серія малюнків, що створив художник Джованні Страдано ( 1523—1605 ) для переведення у гравюри і котра зафіксувала важливі зрушення в суспільному житті і в мистецтві країн Західної Європи до кінця 16 ст.

## Передісторія
Майстерність сучасників доби відродження постійно зростала. Спочатку вони навчались на творах античних скульпторів, архітекторів і медальєрів, потім зрівнялись з ними, а згодом і перевершили в майстерності. Це породило тенденцію проналізувати досягнутий рівень. В літературі набули процеси енциклопедичного характеру, коли письменники почали створювати списки відомих їм явищ (темпераменти людини, характери, детальні описи явищ тощо ).
Процеси аналізу і усвідомлення змін мали місце і в графічній галузі, особливо у майстрів північного відродження, північного маньєризму, де про повчальний характер мистецтва не забували з доби середньовіччя. Аналіз змін в суспільному побуті і в практиці спонукав Джованні Страдано, нідерландця за походженням, створити аналітичну  серію малюнків, присвячених темі новітніх на той час винаходів. Малюнки перевели у гравюри, що сприяло популяризації серії.

## Опис серії коротко

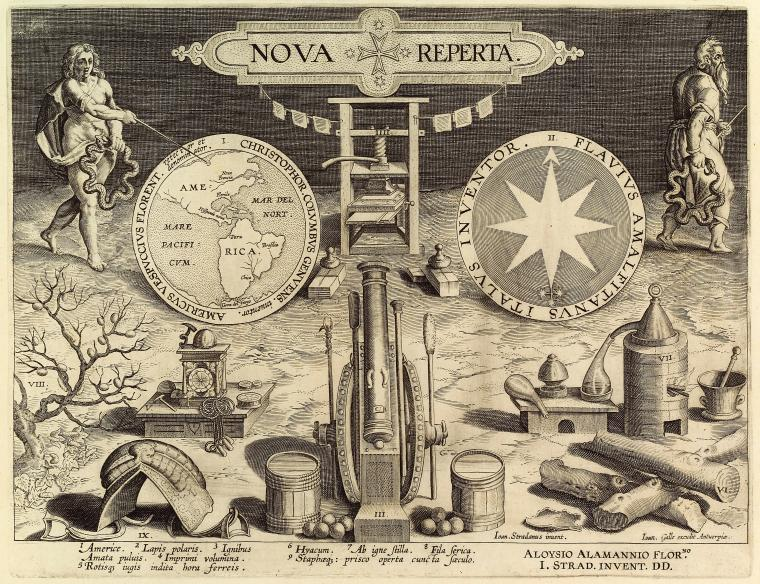
Титульна сторінка для серії

Серія малюнків була створена по замові Людовика Аламані у 1587-1589 рр. Графічну серію друкували в місті Антверпен, що був важливим друкарським центром країн Західної Європи. Друк реалізували Філіп Галле, його син Теодор Галле та Ян Колларт.
Серію відкривала титульна сторінка, перенасичена емблемами і символами, котрими так захоплювались майстри відродження і, особливо, віртуози маньєризму, що при кожній нагоді демонстрували власну ерудицію чи обізнаність. Художник подав штучний майданчик, рясно уставлений різним реманентом. Посередині — друкарський верстат, незамінний при книгодрукуванні і створенні гравюр (на міді, готові відбитки сушать на мотузці ), металева гармата і діжечки з порохом, шматки деревини гваякового дерева, реторта для перегонки хімічних речовин (технологія дистиляції),  коштовний годинник, дерево шовковиці з опалим листям і коконами шовкопряда на гілочках. Для необізнаного глядача це незрозумілій ребус. Насправді титульна сторінка виконує функцію передмови, переліку у візуальних образах-натяках того, що чекає глядача надалі в серії. Всього було відібрано і подано двадцять  винаходів.
Ребус завершують дві людські постаті (жіноча ліворуч і чоловіча праворуч) зі змією в руках, що кусає власний хвіст. Вона — уроборос, символ циклічності природних явищ і єдності усього в світі.
Акцент в самій серії був зроблений на відкритті нового континенту Америки. Серед аркушів серії — відбитки, що присвячені Колумбу, Амеріго Веспуччі, Фернану Магеллану. Акцент мав символічне значення, бо швидка колонізація американського континенту сприяла як позитивним для Європи зрушенням, так і негативним наслідкам. Швидка колонізація американського контитенту сприяла як збагаченню декількох приморських країн ( Португалія, Іспанія, Нідерланди, Британія, менше — Франція), так і новим негативним явищам, серед котрих епідемія сифіліса і пошук ліків проти венеричної хвороби, що розтягся у Європі на чотириста  років.

## Аналітичний розгляд серії гравюр
Критичний розгляд серії на новому етапі виявив неточності чи помилки ( компас був винайдений вперше у Китаї, а не у Європі,  як і технологія книгодрукування, про олійний живопис знали задовго до 15 ст., але він не мав такого поширення, як у 15 ст. тощо. )
Найбільше претензій викликав аркуш № 12 «Винахід технології отримання оливкової олії». Розшуки пізніше довели, що оливкову олію отримали ще в добу мінойської цивілізації. На острові Крит технологію знали ще у 4-у тис. до н. е., олія була жаданим товаром  для Стародавнього Єгипту. У восьмому столітті до н.е. фінікійці сприяли розповсюдженню оливкових дерев середземномор'ям ( фінікійці насадили оливи навіть на території сучасної Іспанії). Важливим харчовим і побутовим продуктом була оливкова олія для стародавніх греків (її додавали до їжі, мастили тіло гімнасти перед тренуваннями, використовували у олійних лампах надвечір тощо). Технологію отримання оливкової олії не могли віднайти в 15 ст., її могли лише удосконалити.
Нестача точної інформації у Джованні Страдано, однак, не заперечувала художню вартість нової графічної серії, оприлюдненої у другій половині 16 ст. На щастя, усі аркуші серії збережені і дійшли до початку 21 ст.
В графічній серії «Нові відкриття», однак, всі зрушення подані як позитивні. Чого вартий аркуш «Амеріго Веспучі примушує прокинутись від сну континент Америку». Позиції художників при цьому відрізнялись помітною європоцентричністю. Західну Європу обов'язково подають як центр цивілізації, що несе світло у різні куточки відомого тоді  світу. Лише з роками стало зрозуміло, що європоцентризм мав і надто негативні впливи, а континент Америка — не спав і не потребував пробудження від сну від європейців. Бо останні були завойовниками і грабіжниками і злочинно привели ніби то «пробуджені» мільйони місцевих мешканців лише у могили. Кількість винищених індіанців  Америки тільки іспанцями сягнула мільйонів жертв.

## Галерея гравюр

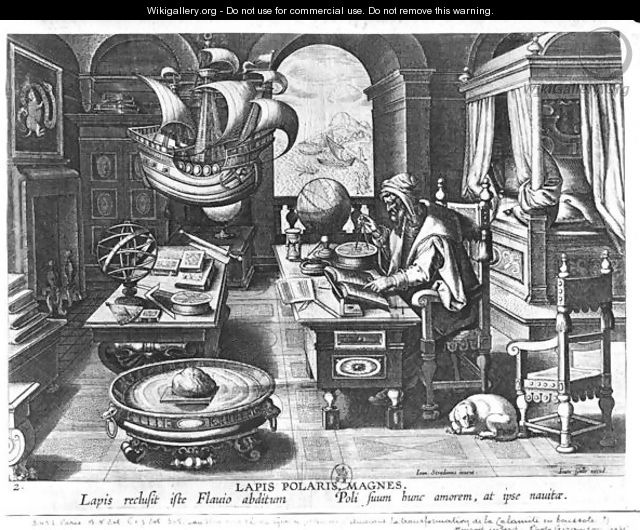
Аркуш 2. «Винахід компаса»
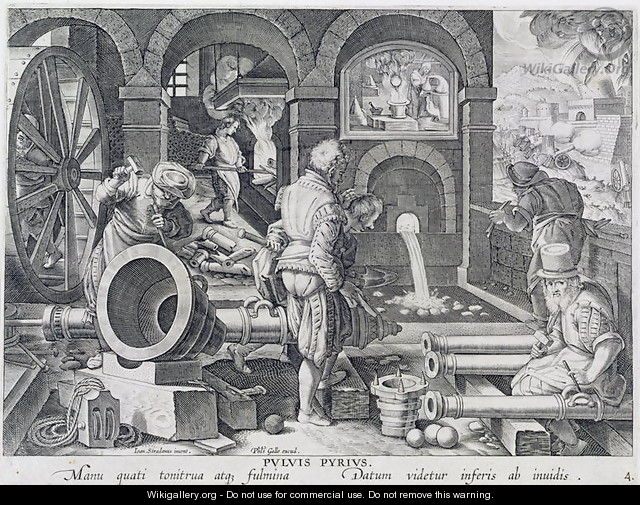
Аркуш 3. «Винахід виливання металевих гармат»
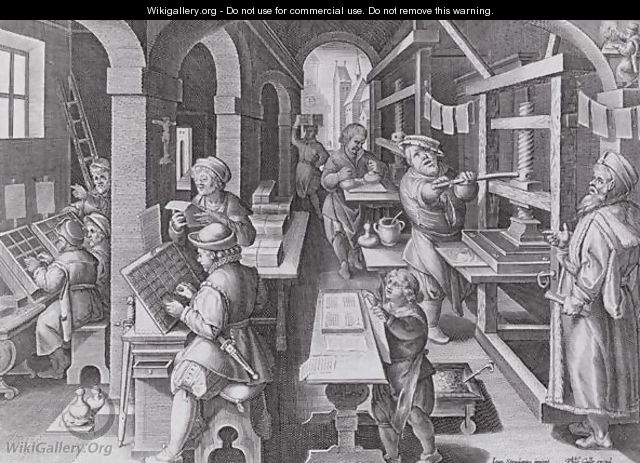
Аркуш 4. «Винахід (європейського) книгодрукування»
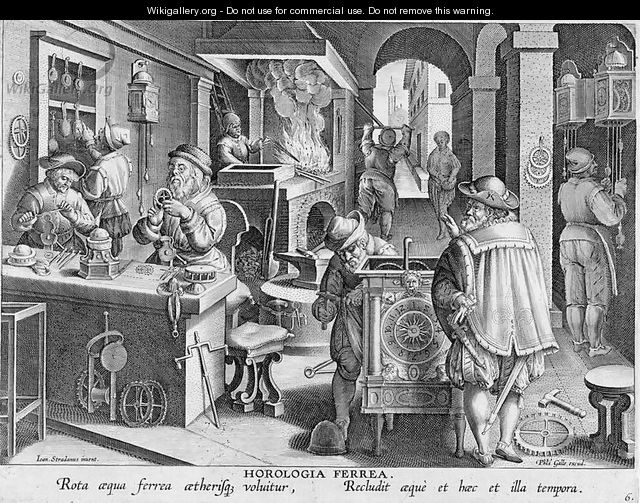
Аркуш 5. «Винахід маятникового годинника»
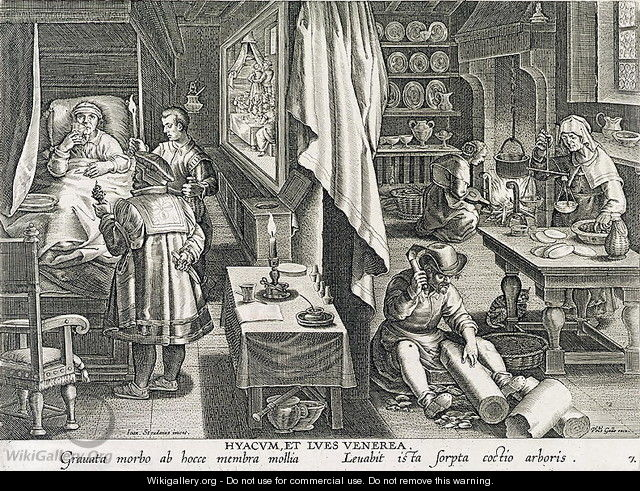
Аркуш 6.«Ліки для сифіліса з гваякового дерева»
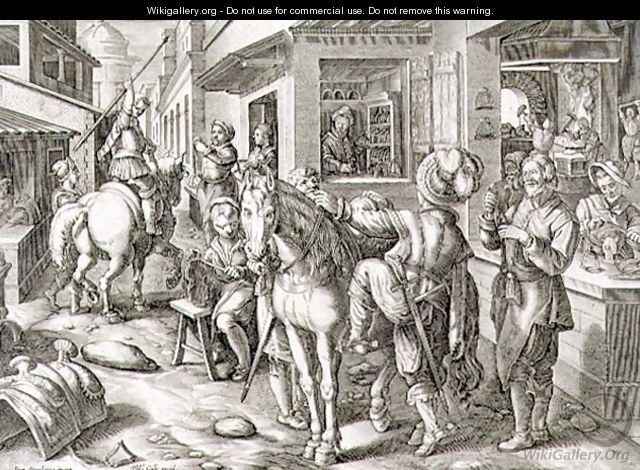
Аркуш 9.«Стремено для вояків-вершників»
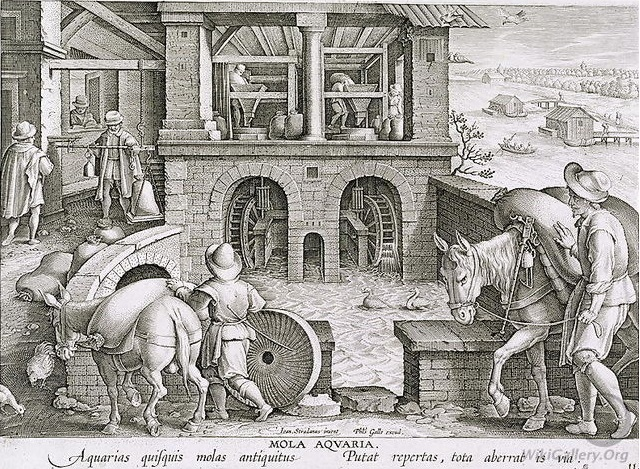
Аркуш 10. «Винахід водяного млина»
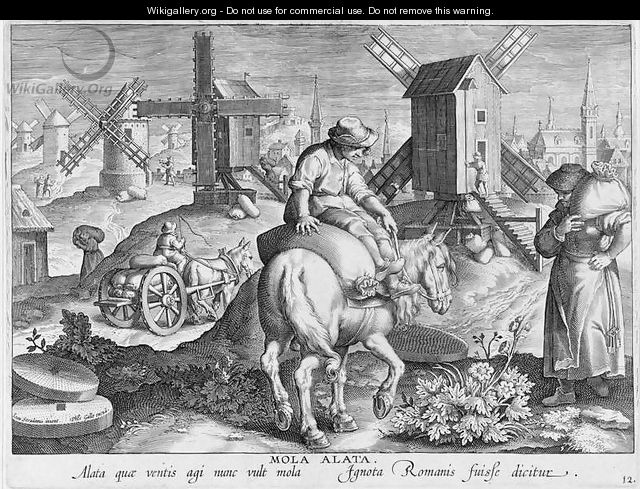
Аркуш 10. «Винахід вітрового млина»
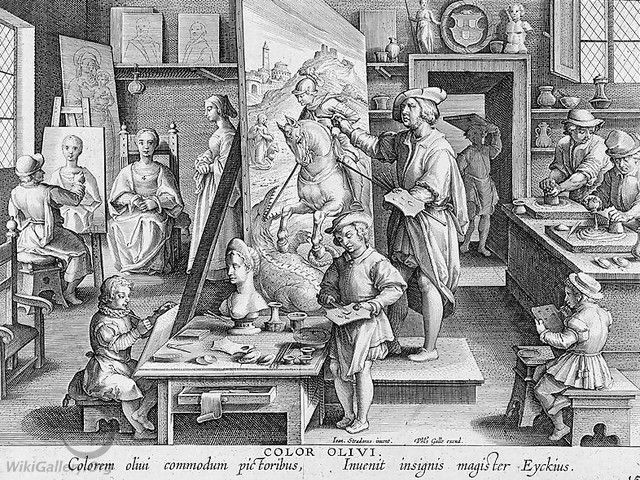
Аркуш 14. «Винахід технології олійного живопису»
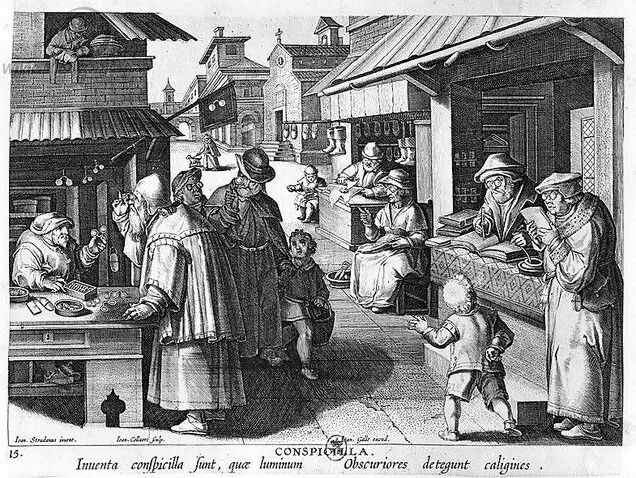
Аркуш 15. «Винахід і виробництво окулярів»
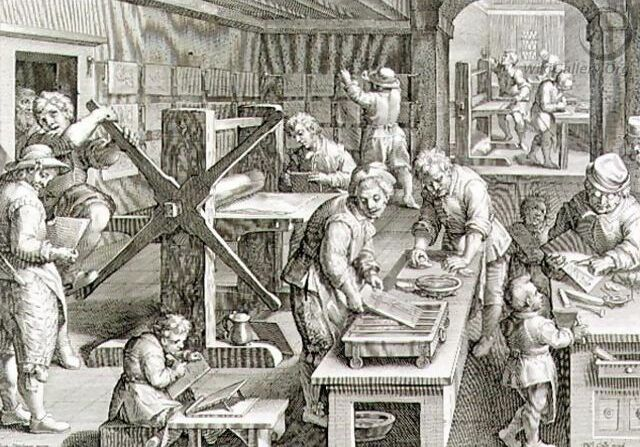
Аркуш 19. «Винахід гравюри на міді»